# Jacques Bretel
Jacques Bretel oder Jacques Bretex war ein Troubadour französischer Sprache Ende des 13. Jahrhunderts. Genauere Lebensdaten sind unbekannt.
Das einzige von ihm überlieferte Werk ist Le Tournoi de Chauvency (Das Turnier von Chauvency), das von ihm signiert und mit dem Jahr 1285 datiert wurde. Es handelt sich um ein rund 4500 Verse langes Gedicht, in dem er den Ablauf eines sechstägigen Turniers beschreibt, das vom Grafen von Chiny im Oktober 1285 in Chauvency-le-Château veranstaltet wurde. Das Gedicht im Französisch des 13. Jahrhunderts, gemischt mit lothringischen Dialektformen, ist eines der Meisterwerke der französischen Literatur des Mittelalters.

## Ausgaben
- Le Tournoi de Chauvency, hg. von Dominique Henriot-Walzer, Éditions de la Joyeuserie, Dampicourt, Belgien, 1997.

## Weblink
- Le Tournoi de Chauvency, 1285, Jacques Bretel

| Personendaten    | Personendaten                        |
| ---------------- | ------------------------------------ |
| NAME             | Bretel, Jacques                      |
| ALTERNATIVNAMEN  | Bretex, Jacques                      |
| KURZBESCHREIBUNG | französischer Troubadour             |
| GEBURTSDATUM     | vor 1285                             |
| STERBEDATUM      | 13. Jahrhundert oder 14. Jahrhundert |